# 엄지손가락의 꿈
《엄지손가락의 꿈》은 2001년 12월 21일에 MBC에서 방영한 베스트극장이다.

## 등장 인물

### 주요 인물
- 김정균 : 전황재 역
- 박현숙 : 미숙 역

### 그 외 인물
- 이춘교
- 양택조
- 사미자 : 미숙의 시어머니 역
- 원미원
- 이숙
- 차영옥
- 최재호
- 최항석
- 최재형
- 김세민